# Distrito de Succha
El distrito peruano de Succha es uno de los cinco distritos de la Provincia de Aija, ubicado en el Departamento de Áncash, en el Perú. Limita al noreste con el distrito de Aija, al noroeste con el distrito de Huacllán y con el distrito de Coris, al este con el distrito de Huayán y al sur con el distrito de Malvas.

## Historia
El distrito fue creado el 21 de diciembre de 1907 mediante la Ley N.º 715, en el gobierno del Presidente José Pardo y Barreda, bajo el nombre de Distrito de Succha
- La Conquista Inca

Según los cronistas, el Inca Pachacútec fue el primer inca que “paseó la gloriosa mascaipacha y los sagrados plumajes del korekenke por las tierras ancashinas"; sin embargo, no pudo someter para su reino a los señoríos de Huaylas y de Conchucos. Fue su hijo, el Inca Túpac Yupanqui, quien lo logró al mando de 10,000 hombres y su nieto, el Inca Huayna Cápac, el que logró la pacificación de la zona tomando como esposas secundarias a Contar Huacho, y a Añas Colque. En Kjonkja, parte alta del cerro conocido como cerro Succha, quedan restos pétreos de las construcciones incaicas.
- La Evangelización Cristiana

El año 1570 se estableció en Huaraz la primera congregación religiosa cristiana con la misión de evangelizar en todo el Jatun Huaylas, edificando iglesias y conventos. Así, en 1585 se llevó a cabo la primera visita de Santo Toribio a la comunidad de "Suchi" ubicada en Suchimarca (Succha). En aquella ocasión se confirmaron a 1450 almas, casi la mitad de la población existente. En ese momento los caciques de la zona eran Diego Matua, Diego Lacja y Huamán Lliviac. En 1593 hace su segunda vista y confirmó a 353 almas más. 
- La Repartimiento Colonial

Entre 1542 y 1543 el señorío de Huaylas había sido fragmentado en cuatro repartimientos o encomiendas por Cristóbal Vaca de Castro. Sin embargo, 1565 se creó el corregimiento de la Provincia de Huaylas que, según un informe oficial de 1618, comprendía las siguientes comarcas o distritos: San Ildefonso de Recuay; San Sebastián de Huaraz; San Andrés de Pira; Santiago de Caxamarquilla; San Jerónimo de Pampas; San Francisco de Huanchac; San Pedro de Curis; San Juan Bautista de Huachán; Santiago de Guayán; Santa Ana de Succha; Santiago de Aixa; San Pedro de Llacllén; La Magdalena de Moravia; Santiago de Guambo; Santiago de Cochapetí; San Pablo de Cotaparaco; San Pedro de Tapacocha; San Gregorio de Huayllapampa; Santa Verónica de Chaucayán; San Lorenzo de Mosca; La Magdalena de Guachas y San Cristóbal de Ichoca.
- La Doctrina de Succha

Después del Concilio de Trento la provisión de curas a las parroquias y doctrinas se empezó a hacer por oposición o concurso en el cual se tomaban dos exámenes en secreto, el de suficiencia (latín, teología moral y casos de conciencia) y el de la lengua de los indios (quechua). La Doctrina de Succha registra su primera vacancia, por muerte de Alonso Guerra, entre 1629 y 1638, con la presentación de seis opositores concursantes. Una segunda vacancia se registra, por dejación de Alonso de Quesada, entre 1641 y 1649, con la presentación de nueve opositores, pero a nombre de la Doctrina de Santa Ana de Succha y Guayón.
- La Demarcación Territorial

Entre 1768 y 1789 se efectuó la primera demarcación territorial de Succha. Sin embargo, demoró casi un siglo para que el 3 de enero de 1863 se llevara a cabo el primer empadronamiento serio en Succha y en sus ayllus de Ticán, Huacta (Huacllán) y otros, según órdenes del Duque de la Palata, Melchor de Navarra y Rocafull, y siendo cacique del lugar Román Capcha. La Iglesia Católica también hizo los empadronamientos de la jurisdicción para la mejor administración de la feligresía y de las tierras a cargo.
- El Patronazgo del Pueblo

El 26 de julio de 1770, con la llegada del fraile Pedro Peralta, misionero de sacramentos, se eligió a Santa Ana como la patrona del pueblo, por lo que a la comarca se le puso el nombre de Suchi Santa Ana y se ordenó la construcción de su iglesia, a base de adobe adornado con elementos clásicos y aplicaciones de pan de oro. Años más tarde se añadió un órgano a la altura del campanario. Desde 1780, "Succha" se caracterizó por ser el centro más importante de la minería, agricultura y ganadería de la región.
- La Independencia del Perú

En 1830 el cura Gabino Uribe formó un ejército de las vertientes conformado por los patriotas de los pueblos de esta zona del Perú. Lógicamente todos estos pueblos contribuyeron con impuestos para el equipamiento y mantenimiento del ejército. Los ingenios más importantes de "Succha" eran San José y Succhapampa. De ahí salieron acémilas, carne y cuero, entre otros, para contribuir a la causa.
- El Distrito en la República

El distrito de Succha, que incluía Huacllán como anexo (ahora distrito), fue creado el 21 de diciembre de 1907 mediante Decreto Ley N.º 715, en el gobierno del Presidente José Pardo y Barreda, junto con el distrito de Huayán, que incluía a Coris como su anexo. Ambos se separaron del primer distrito de Aija, que se quedó con su anexo La Merced. Los tres distritos pertenecían a la primera provincia de Huaraz que se creó en 1857 en el departamento de Huaylas. El 27 de abril de 1908 se instaló el Concejo Municipal teniendo como alcalde a don Godofredo Carpolo San Martín y como primer regidor a don Pedro Pablo Flores, como segundo regidor a don Patrocinio Gonzales, síndico de rentas a don Eleuterio Gonzales y como síndico de gastos a Fortunato Caja.
- Los Esfuerzos de Integración

En la primera década de 1900 también se inicia la construcción de los caminos de herradura que buscaban unir los pueblos ubicados en la cuenta del río Huarmey. En aquellos tiempos, solo existía una escuela de primaria y estaba ubicada en el pueblo de Aija, pero desde entonces había mucha discusión sobre el trazo que debía seguirse para vencer la falla geológica del cerro Succha. Las faenas para lograrlo fueron muy duras y a costa de muchos sacrificios. En 1952 se creó el Comité Pro-Carretera "Succha-Aija" con el señor Néstor Gonzales Inti a la cabeza y cuyo trazo por el túnel Keké se encargó al ingeniero Eleazar Antúnez, como continuación de la carretera Recuay-Aija que había sido concluida en 1950 bajo su dirección con apoyo del Ministerio de Fomento. La gestión del señor Gonzales Inti lograría la Resolución Ministerial N.º 850 del Ministerio de Fomento y Obras Públicas que aprobaba la después llamada Ruta B. El proyecto luego fue refrendado por el Congreso en 1966 al declarar de necesidad pública con la Ley N.º 16331 la carretera Huarmey - San Miguel - Huayán - Succha - Aija - Recuay.
- El Intento de Separación

En 1936 la capital del distrito de Aija había pasado a ser capital de la nueva provincia de Aija, incluyendo a Succha como uno de sus ocho distritos. Sin embargo, treinta años después, en 1966, los distritos de Succha, Malvas, Huayán y Cochapetí) empezaron a buscar separarse al no contar con recursos administrativos ni postas médicas accesibles para llevar a los enfermos hasta el pueblo de Aija. Por ejemplo, en su niñez, don Santiago Antúnez de Mayolo debía caminar casi 20 km para ir a la escuela desde su casa ubicada a medio camino entre Succha y Huacllán. Justo Maguiña Obregón recuerda que, en una reunión de los delegados provinciales en 1962, a don Santiago solo le informaron de “la  ejecución de las obras en el ámbito de la provincia de Aija, pero, inexplicablemente, no le refirieron la ejecución de la carretera  Huarmey-Aija por las rutas A y B simultáneamente”. Paradójicamente los 4 distritos ya llegaban más rápido a Huarmey o Casma, pese a estar geográficamente mucho más lejos. Así, la iniciativa buscó crear la provincia de Huarmey. El proyecto se concretó recién en 1984, pero las autoridades de Succha declinaron a última hora.
- La Intento de Integración Vial

La inviabilidad técnica de que la ruta A atraviese por debajo del cerro Succha, por la activa geodinámica de la zona de Mellizo, en lugar de por la parte alta, por el proyectado túnel Keké, ya había quedado en evidencia en el terremoto de 1970: el INGEMMET documentó cómo el desprendimiento de gigantescos bloques de piedra de la parte alta llamada Quishuar Punta cubrió por completo a un campamento en donde estaban trabajadores y maquinarias. Por ello, se continuó con las gestiones de la ruta B y en 1995 Succha consiguió una partida del presupuesto regional para iniciar los trabajos de construcción del túnel Keké de la carretera Succha-Aija. Con ellos se logró perforar 85 metros de socavón, casi la mitad. En 2003 se creó el Comité Pro-Carretera "Huarmey-Llanquish-Succha-Aija", la Ruta C, como ruta aprobada del estudio de prefactibilidad del Ministerio de Transportes y Comunicaciones. En 2005 el Ministerio de Economía y Finanzas comunicó su declaratoria de viabilidad con el Oficio N.º 013-2005-EF/68.01 y en 2007 y 2008 el Ministerio de Transportes y Comunicaciones aprobó los derechos de vía de la carretera con la Resolución MInisterial N.º 311-2007-MTC/02, el estudio de ingeniería definitivo del tramo Huamba-Túnel Keké-Aija-Recuay con la Resolución Directoral N.º 762-2008-MTC/21 y las tasaciones de los predios afectados por la obra con la Resolución MInisterial N.º 869-2008-MTC/02. En 2012 se terminó de construir el túnel Keké y la trocha Succha-Aija, ambos inaugurados con la presencia de autoridades regionales, provinciales y distritales. Finalmente el 28 de noviembre de 2018, el Ministerio de Transportes y Comunicaciones (Perú) aprobó el registro de la trocha Llanquish - Succha - Túnel Keké - Quilloc en el clasificador de rutas del Sistema Nacional de Carreteras (SINAC) mediante el Informe N.º 791-2018-MTC/14.07.

## Etimología

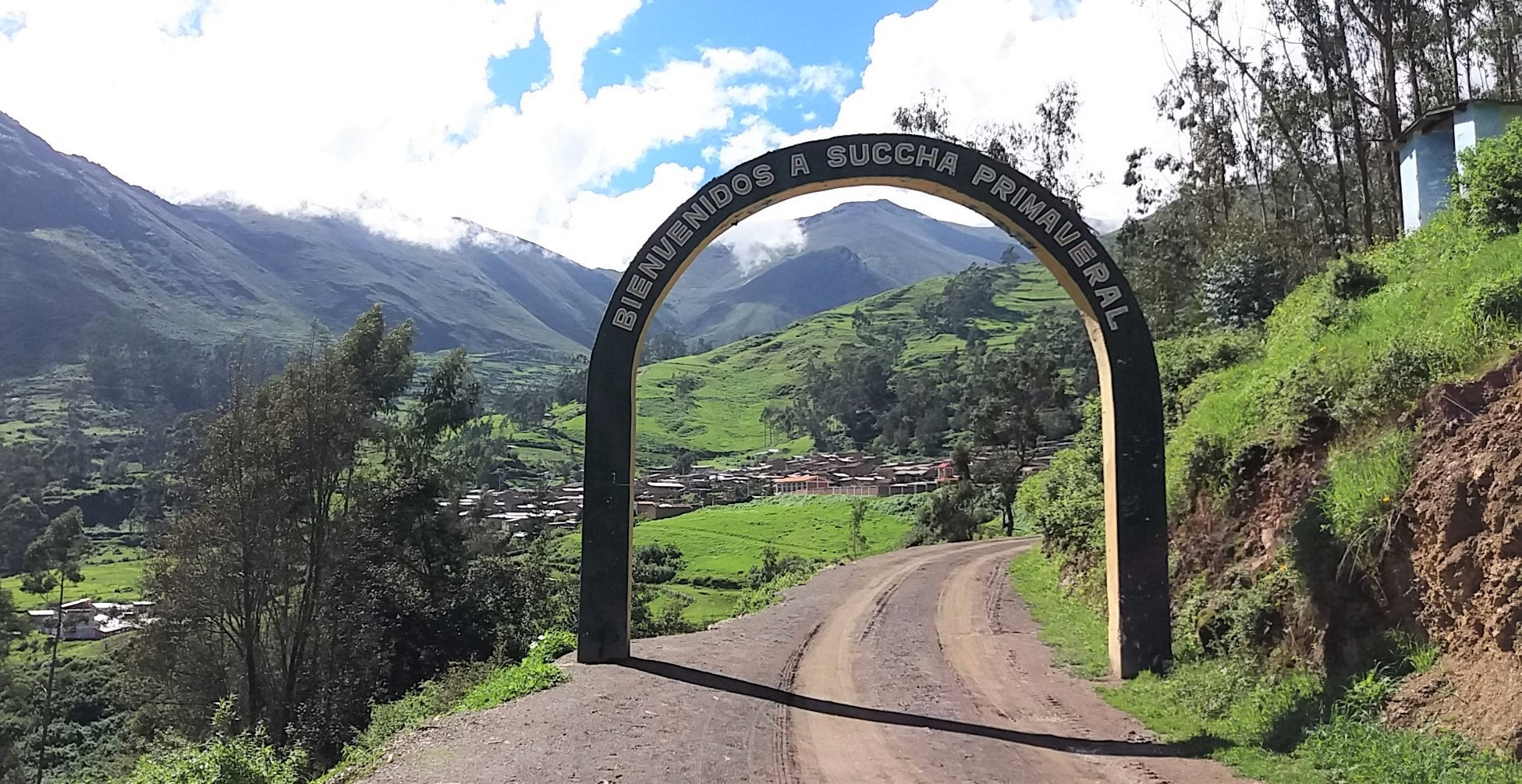
Arco de bienvenida al pueblo de Succha.

Existen tres versiones sobre el origen del nombre del distrito:
Primera versión: Suchi(e) es una planta sudamericana con característica de arbusto, flores acampanilladas y colores blanco, amarillo o rojo. Se cree que así se llamó al "qantu" o flor de la Cantuta en estas tierras. Sin embargo, en Succha existen otras variedades de qantu y crecen en las acequias de Qorash y las riberas del río en Ticán. Con el nombre de Suchimarca se conoció al pueblo hasta el 26 de julio de 1770, cuando la iglesia nombró a Santa Ana como patrona del pueblo.
Segunda versión: La población diseminada de Suchi, por toda la ruta de Toqán (Ticán), se trasladó a una hoyada pantanosa llamada Suchas, que era un lugar paradisíaco por sus puquiales y por estar rodeado de plantas de Suchi. Así, la ciudadela de Santa Ana de Suchas sería la que creciera bajo los cánones de la cultura occidental.
Tercera versión: Provendría del sonido onomatopéyico de "soc", que era producido por los pasos en el terreno fangoso, sumado al sufijo "cha", que era la forma hablada en la que los suchis añadían a los adverbios de afirmación y negación, como en aumicha (sí) y manacha (no).

## Gastronomía
- Entradas o primeros platos

· Jamón serrano con zarza: Trozos de jamón, con poca sal, cocidos y servidos en pedazos, tajadas, o hilachas y con una porción de zarza acompañada de mote de maíz.
· Tamal de maíz blanco: Preparada de harina graneada moliendo el mote de maíz pelado, aderezado con pedazos de carne, cuy, gallina y chancho, a base de aceite, ajos y cebolla picados.
· Cushara con papa sancochada: Leche cuajada que ha sido aplastada para separar el suero y con un poco de sal al gusto, servida con papas sancochadas y rocoto molido.
- Sopas y caldos

· Pekjan caldo: Hecho de cabeza de carnero deslanada y ligeramente quemada partida en trozos, cocida con mote de maíz blanco, que se adereza y luego se sirve con limón, rocoto ,olido y hierba buena.
· Puchero: Preparado a base de carne de res, carnero y pellejo de chancho, hervido con verduras, especialmente repollo, yuca y papa mondada.
· Mondongo de carnero: Cocido a partir de los cuatro estómagos más las tripas y patas del carnero a los que se añade hierba buena, limón y rocoto al gusto.
· Lushca cashqui: Sopa de trigo resbalado y entero hervido con carne de carnero, aderezado con ajo, ají rojo y cebolla china.
· Yacu cashqui: Sopa hecha hirviendo aceite, cebolla, ajo, papa picada y luego queso y huevo (opcionalmente leche), además de orégano y muña.
- Fondos o segundos platos

· Picante de cuy: Hecho con cuyes dorados al palo, ya sea a la brasa o al carbón, y acompañado o revuelto con puca picante y papas sancochadas más mote de trigo.
· Chicharrón de chancho: Preparado en perol de cobre a fuego ardiente con pedazos de pecho y lumbar primero y las vísceras, el costillar en trozos después, acompañados de zarza y mote o camote frito.
· Picante de chocho: Cocinado a partir de tarhui remojado quince días en agua de río que se lava, muele y hierve aderezado con ají, ajo, sal, aceite y cebolla china, servido con trozos de queso y papa.
· Papa seca: Hecho a base de papa sancochada, secada y expuesta a los vientos helados de la noche que luego se muele y prepara con carne de chancho o tocino y orégano.
- Postres

· Dulce de calabaza: Preparada a partir de la pulpa y semillas de una calabaza madura cortada en pedazos, hervida con agua endulzadada y acanelada.
· Mazamorra de tocos o tocush api: Hecha a partir de papas rmojadas quince días en agua de río que luego ha sido secada extendiéndola en una cama de ichu y se prepara con canela, clavo de olor y azúcar.
· Dulces de semana santa: Incluye mazamorra de leche, de chicha o pushco api, de chuño, de manzana agria, etc.
- Bebidas

· Chicha de jora: Hecha a partir de jroa roja, con un pañado de cebada y un trozo de caña de azúcar que, luego de colado, ha sido fermentada tres o cuatro días.

## Geografía

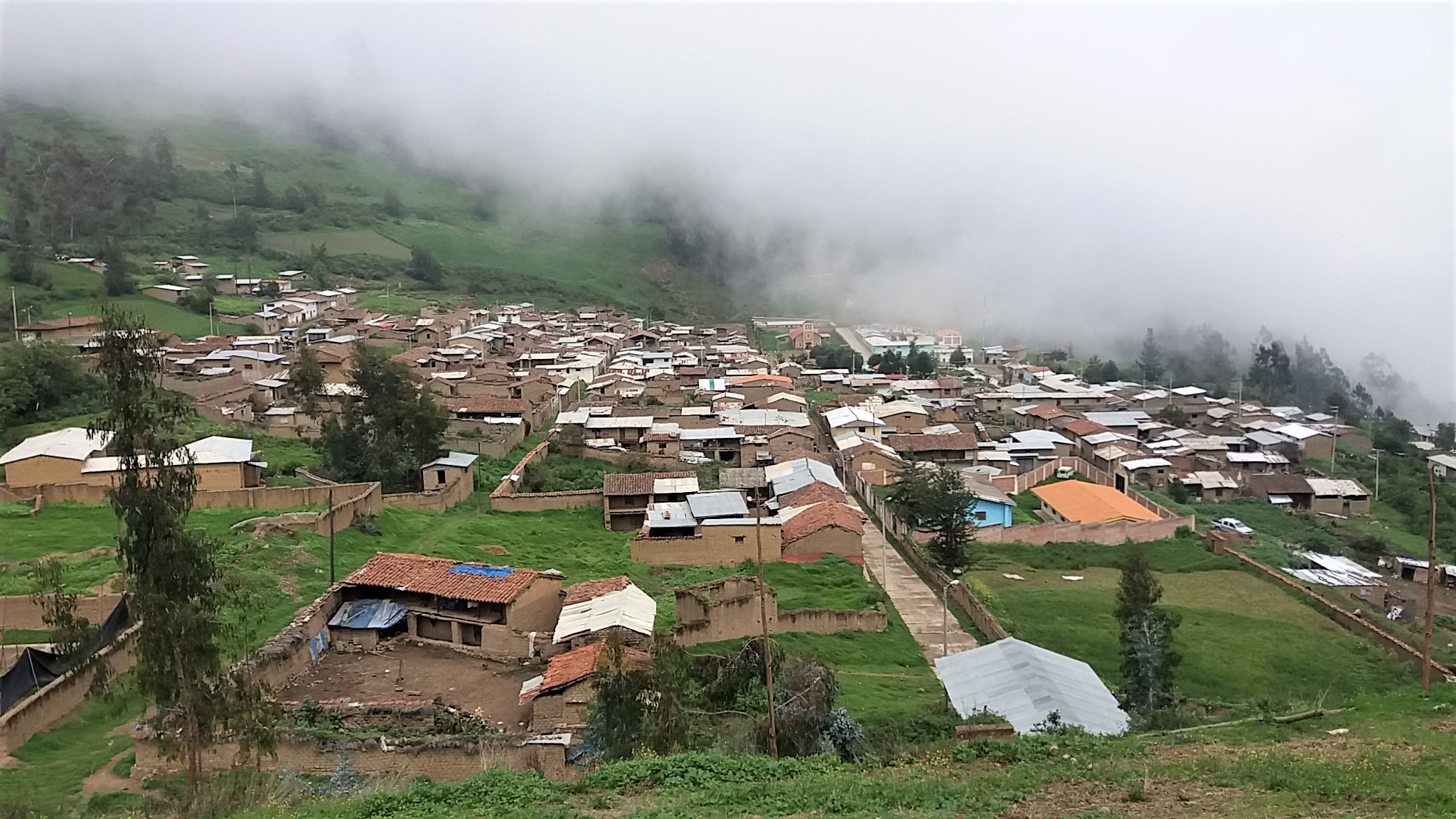
Vista del pueblo de Succha desde el este

Tiene una población estimada mayor a 900 habitantes. Su capital es la villa de Succha y tiene cuatro caseríos: Colca, Llanquish y Párac. Según Antonio Raimondi: "Succha es una población situada en un llano de abundante agua".
· Cerros: Apu Chinchakj, Chinchakj, Chupish, Morado Punta, Plomo Punta, Quija Rakjta, Succha
· Cumbres: Chupish Punta, Kjonkja, Keké o Kjekjé Punta, Morado Punta, Pillaca, Plomo Punta, Quíñac Huanca, Quishuar Punta
· Lagunas: Pancán 1, Pancán 2 y Kjaruas a 4450 msnm
· Puquiales: Socu Puquio, Pampa Puquio, Pillpinto, Escucana, Kjorash, Huarekjakja, Ñahuin, Pichiurán, Kjochapampa, Huinji
· Estanques: Huarekjakja, Huachahuaín, Chinchuparkjo, Huaskejen, Kjochap, Huinji
· Canal: Chakjra
· Acequias: Toma Alta, Toma Baja
· Ríos: Uchucullina, Succha-Huarmey

## Autoridades
- Alcaldes
  - 2014-2018: Óscar Enrique San Martín Vega, del partido Alianza para el Progreso (APP)[6] «Infogob: Candidatos y resultados de las elecciones municipales 2014» con 240 de 613 votos, incluyendo 74 votos nulos y blancos
  - 2010-2014: Ulises Guillermo Inti Torres, del Movimiento Acción Nacionalista Peruano[7] con 102 de 583 votos, incluyendo 60 votos nulos y blancos
  - 2006-2010: Aquiles Ortiz León, del Movimiento Independiente Regional Río Santa Caudaloso[8] con 116 de 548 votos, incluyendo 68 votos nulos y blancos
  - 2003-2006: Abanto Torres Aparicio, del Frente Democrático Ama Sua[9] con 83 de 471 votos, incluyendo 69 votos en blanco
  - 1998-2002: Jorge San Martín Ramírez, del Movimiento Independiente Vamos Vecino[10] con 117 de 471 votos, incluyendo 92 votos nulos y blancos
  - 1995-1998: Julio Milla Evangelista, de la lista 7 Movimiento por Aija[11] con 98 de 441 votos, incluyendo 120 votos nulos y blancos
  - 1993-1995: Eugenio León Vega, del Partido Popular Cristiano[12] con 59 de 357 votos, incluyendo 166 votos nulos y blancos
  - 1991-1993: Máximo Quiroz Milla, del Partido Acción Popular[13] con 99 de 320 votos, incluyendo 145 votos nulos y blancos
  - 1986-1990: Eugenio Soria Quiroz, del Partido Aprista Peruano[14] con 189 de 357 votos, incluyendo 57 votos nulos y blancos
  - 1983-1986: Julián Inti Soria, de la Lista Independiente Succha[15] con 93 de 262 votos, incluyendo 88 votos nulos y blancos
  - 1981-1983: Andrés Gusmán Béjar, de la Lista Unión Independiente Succha[16] con 183 de 266 votos, incluyendo 31 votos nulos y blancos
  - 1966-1969: Florencio Maguiña Claudio, del Partido Alianza Acción Popular - Democracia Cristiana[17] con 133 de 339 votos, incluyendo 74 votos nulos y blancos
  - 1963-1966: Ceferino Sánchez Gonzales, del Partido Alianza Acción Popular - Democracia Cristiana[18] con 205 de 353 votos, incluyendo 33 votos blancos

## Personajes destacados
- Santiago Antúnez de Mayolo Gomero, nacido en el hoy distrito de Huacllán que fue anexo de Succha hasta 1936. El colegio de Succha lleva hoy su nombre.